# Leviathan (LP)
Leviathan är det amerikanska progressiv metal-bandet Mastodons andra studioalbum, utgivet 31 augusti 2004 av skivbolaget Relapse Records.

## Låtlista
1. "Blood and Thunder" – 3:48
2. "I Am Ahab" – 2:45
3. "Seabeast" – 4:15
4. "Ísland" – 3:26
5. "Iron Tusk" – 3:03
6. "Megalodon" – 4:22
7. "Naked Burn" – 3:42
8. "Aqua Dementia" – 4:10
9. "Hearts Alive" – 13:39
10. "Joseph Merrick" (instrumental) – 3:33

Alla låtar skrivna av Mastodon.

## Medverkande
Musiker (Mastodon-medlemmar)
- Troy Sanders – sång, basgitarr, keyboard
- Brent Hinds – sång, gitarr
- Bill Kelliher – gitarr, bakgrundssång
- Brann Dailor – trummor, sång

Bidragande musiker
- Neil Fallon – sång (spår 1)
- Scott Kelly – sång (spår 8)
- Phil Peterson – cello (spår 8)
- Matt Bayles – orgel (spår 10)

Produktion
- Matt Bayles – producent, ljudtekniker, ljudmix
- Mastodon – producent
- Matthew Jacobson – exekutiv producent
- Alan Douches – mastering
- Paul Romano – omslagsdesign, omslagskonst